# Zawrótki (rejon miadzielski)
Zawrótki (biał. Заўруткі; ros. Заврутки) – wieś na Białorusi, w obwodzie mińskim, w rejonie miadzielskim, w sielsowiecie Słoboda.

## Historia
W czasach zaborów w gminie Żośna, w powiecie wilejskim, w guberni wileńskiej Imperium Rosyjskiego.
W latach 1921–1945 wieś i  zaścianek leżały w Polsce, w województwie wileńskim, w powiecie duniłowickim, od 1926 w powiecie postawskim, w gminie Żośno.
Według Powszechnego Spisu Ludności z 1921 roku zamieszkiwało:
- wieś – 140 osób, 100 było wyznania rzymskokatolickiego, 40 prawosławnego. Jednocześnie 68 mieszkańców zadeklarowało polską przynależność narodową, 72 białoruską. Było tu 28 budynków mieszkalnych[3]. W 1931 w 33 domach zamieszkiwało 171 osób[4].
- zaścianek – 95 osób, 4 były wyznania rzymskokatolickiego, 91 prawosławnego. Jednocześnie 3 mieszkańców zadeklarowało polską przynależność narodową, 92 białoruską. Było tu 17 budynków mieszkalnych[3]. W 1931 w 18 domach zamieszkiwało 86 osób[4].

Wierni należeli do parafii rzymskokatolickiej w Wołkołacie i prawosławnej w Słobodzie Żośniańskiej. Miejscowość podlegała pod Sąd Grodzki w Miadziole i Okręgowy w Wilnie; właściwy urząd pocztowy mieścił się w Słobodzie Żośniańskiej.
W wyniku napaści ZSRR na Polskę we wrześniu 1939 miejscowość znalazła się pod okupacją sowiecką. 2 listopada została włączona do Białoruskiej SRR. Od czerwca 1941 roku pod okupacją niemiecką. W 1944 miejscowość została ponownie zajęta przez wojska sowieckie i włączona do obwodu mińskiego Białoruskiej SRR.
Od 1991 w składzie niepodległej Białorusi.